# Nataša Bašić
Nataša Bašić (Bašić-Kosić) (Trogir, 15. travnja 1956.), hrvatska je jezikoslovka, urednica u Leksikografskom zavodu Miroslava Krleže i povjesničarka hrvatskoga jezika i pravopisa.

## Životopis
Nataša Bašić rođena je 15. travnja 1956. godine u Trogiru. Maturirala je 1974. godine u klasičnoj gimnaziji u Splitu, diplomirala 1979. godine jugoslavistiku i komparativnu književnost na Filozofskom fakultetu u Zagrebu, gdje je magistrirala 1989. godine radom Evolutivnost Vukova jezičnoga i grafijsko-pravopisnoga modela. Doktorirala je 2006. godine na Filozofskom fakultetu u Osijeku tezom Vukovci i hrvatski jezični standard.
Od 1979. godine zaposlena je u Leksikografskom zavodu u Zagrebu kao lektorica i urednica u Hrvatskom biografskom leksikonu, temeljnom zavodskom nacionalnom projektu, u kojem je vodila struke iz filologije, kulture i iseljeništva.
Od 2002. godine glavna je urednica Thesaurusa, elektroničke baze podataka s Hrvatskim osobnikom i Hrvatskim mjestopisom kao glavnim sastavnicama. Izradila je normativnu bazu podataka za 45 tisuća osoba iz hrvatskoga znanstvenoga, kulturnoga, javnoga i športskoga života u rasponu od prvih pisanih spomena do suvremenika te uredila Hrvatski mjesni rječnik, jedinstveni imenik hrvatskih naselja i njima pridruženih etnika i ktetika s dijalektalnim i književnim likovima.
Bavi se hrvatskom jezičnom standardologijom, napose procesom jezične i pravopisne standardizacije u 19. i 20. st., s kojega je područja objavila više znanstvenih i stručnih radova te ogleda, osvrta i prikaza u časopisima i zbornicima (Jezik, Filologija, Rasprave Instituta za hrvatski jezik, Suvremena lingvistika, Forum, Kolo, Vijenac; Deklaracija o položaju i nazivu hrvatskog književnog jezika, Lektori i jezična kultura, Jezik na križu – križ na jeziku, Babićev zbornik, i dr.). Autorica je knjige V.S. Karadžić između jezikoslovlja i politike (Zagreb, 1991.) te je urednica nekoliko bibliografskih izdanja (Jezik, Hrvatska revija, Historijski zbornik). Napisala je i 2006. godine obranila vrlo opsežnu i u hrvatskom jezikoslovlju bez premca doktorsku disertaciju o hrvatskim vukovcima, Vukovci i hrvatski jezični standard (Pero Budmani, Ivan Broz, Tomo Maretić...), koja je dopunjena i obrađena objavljena 2021. godine. Suradnica je u znanstvenom projektu Hrvatska biobibliografska baština Leksikografskoga zavoda „Miroslav Krleža“.
Članica je povjerenstva Nagrade Dr. Ivan Šreter za izbor najbolje riječi.

## Djela
(izbor)

### Autorske knjige
- Evolutivnost Vukova jezičnoga i grafijsko-pravopisnoga modela: (magistarski rad), Zagreb, 1989.
- V.S. Karadžić između jezikoslovlja i politike, Školske novine, Zagreb, 1991. (monografija)
- Vukovci i hrvatski jezični standard: hrvatski u srpskohrvatskom tijesku, Fakultet Hrvatskih studija Sveučilišta u Zagrebu, Zagreb, 2021.[5]

### Uredničke knjige
- Bibliografija Historijskog zbornika / Bašić, Nataša (ur.), Srednja Europa, d. o. o., Zagreb, 2008. (bibliografija)
- Hrvatska revija 1951-2000. / Bašić, Nataša (ur.), Zagreb: Leksikografski zavod Miroslav Krleža, 2003. (bibliografija)
- Hrvatski mjesni rječnik / Bašić, Nataša (gl. ur.), Leksikografski zavod Miroslav Krleža, Zagreb, 2016.

## Vanjske poveznice
- Nataša Bašić-Kosić, Leksikografski zavod Miroslav Krleža  Arhivirana inačica izvorne stranice od 18. kolovoza 2019. (Wayback Machine)
- Nataša Bašić-Kosić: Bibliografija
- Hrvatski jezik i jezikoslovlje danas: normativni prijepori i politička osporavanja Sve što bi trebalo znati o hrvatskom jeziku: Studija Nataše Bašić. HKV, 27. listopada 2011.
- Nataša Bašić, Stajališta o glavnim odrednicama hrvatskog identiteta prije i u vrijeme Velikog rata. Jezični identiteti nesrpskih naroda u velikosrpskom programu državnoga sjedinjenja  Arhivirana inačica izvorne stranice od 4. ožujka 2020. (Wayback Machine), Hrvatska revija, 3, 2014.  Arhivirana inačica izvorne stranice od 18. kolovoza 2019. (Wayback Machine)